# Gare de Kera
Pour les articles homonymes, voir Kera.
La gare de Kera (en finnois : Keran rautatieasema) est une gare ferroviaire située à Espoo en Finlande.